# Chorinaeus labiosus
Chorinaeus labiosus är en stekelart som beskrevs av Henry Keith Townes, Jr. 1959. Chorinaeus labiosus ingår i släktet Chorinaeus och familjen brokparasitsteklar. Inga underarter finns listade i Catalogue of Life.